# NGC 6818
NGC 6818 је планетарна маглина у сазвежђу Стрелац која се налази на NGC листи објеката дубоког неба.
Деклинација објекта је - 14° 9' 9" а ректасцензија 19h 43m 57,8s. Привидна величина (магнитуда) објекта NGC 6818 износи 9,3 а фотографска магнитуда 9,9. NGC 6818 је још познат и под ознакама PK 25-17.1, CS=13.1.